# اتو باور

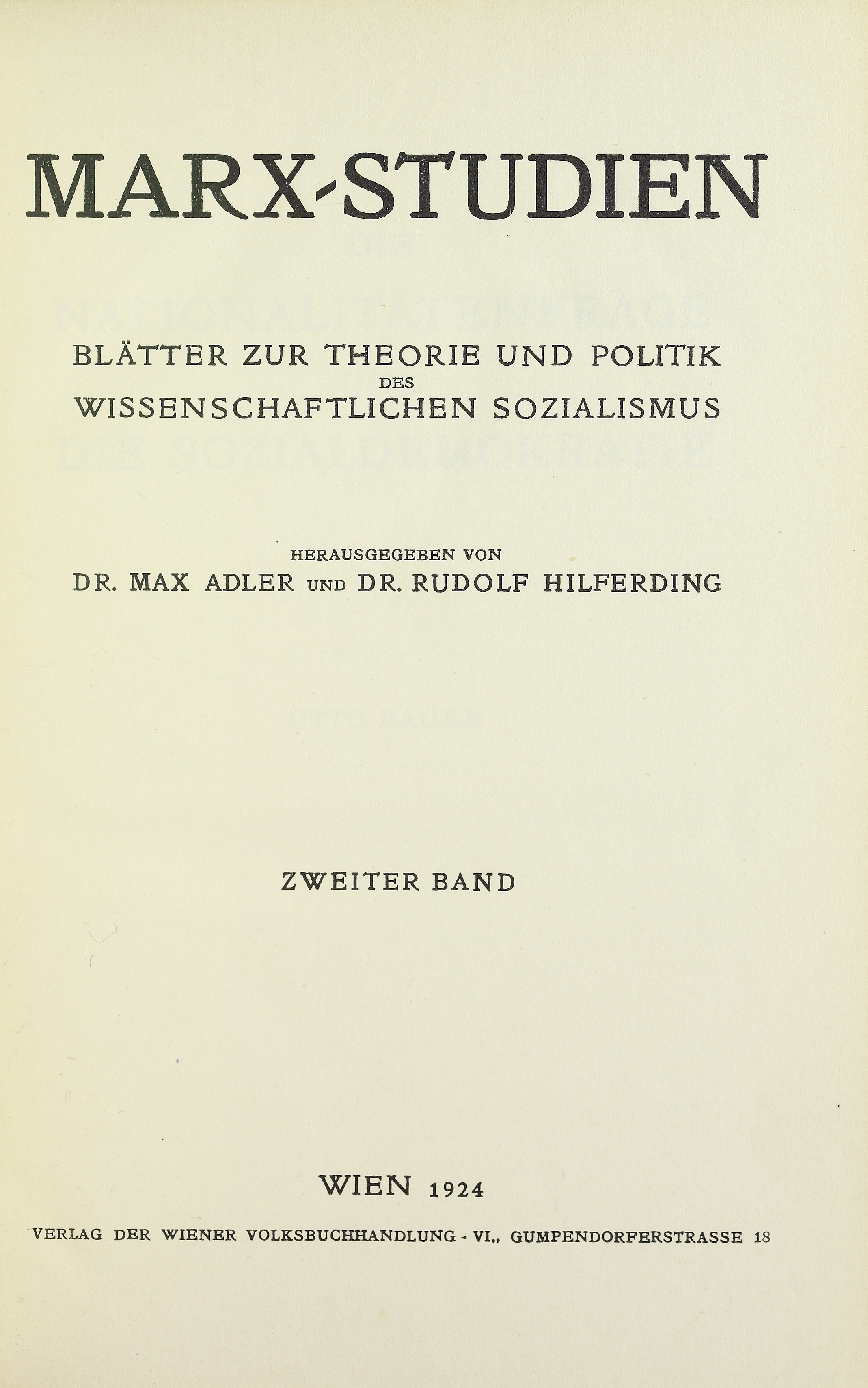
Nationalitätenfrage und die Sozialdemokratie, 1924

اتو باور (انگلیسی: Otto Bauer؛ ۵ سپتامبر ۱۸۸۱ – ۴ ژوئیهٔ ۱۹۳۸) یک یهودی اهل اتریش بود.